# Delta Octantis
Delta Octantis (19 Octantis) é uma estrela na direção da constelação de Octans. Possui uma ascensão reta de 14h 26m 55.74s e uma declinação de −83° 40′ 04.3″. Sua magnitude aparente é igual a 4.31. Considerando sua distância de 279 anos-luz em relação à Terra, sua magnitude absoluta é igual a −0.35. Pertence à classe espectral K2III.